# Mecedanum
Mecedanum is een geslacht van kevers uit de familie somberkevers (Zopheridae).

## Soorten
Deze lijst is mogelijk niet compleet.
- M. canaliculatum
- M. erichsoni
- M. glabriceps
- M. neglectum
- M. reitteri